# Tiếng Cree
Tiếng Cree (còn gọi là Cree–Montagnais–Naskapi) là một dãy phương ngữ, nằm trong nhóm ngôn ngữ Algonquin, được nói bởi khoảng 117.000 người Cree tại Canada, trên một phạm vi từ các Lãnh thổ Tây Bắc và Alberta tới Labrador. Nếu được xem là một ngôn ngữ đơn nhất, đây là ngôn ngữ bản địa với số người nói lớn nhất Canada. Khu vực duy nhất nơi tiếng Cree có địa vị chính thức là các Lãnh thổ Tây Bắc (tám ngôn ngữ bản địa khác cũng có địa vị chính thức tại đây).

## Tên
Nội danh của tiếng Cree gồm có Nēhiyawēwin ᓀᐦᐃᔭᐍᐏᐣ (Cree đồng bằng), Nīhithawīwin (Cree rừng), Nehirâmowin (Atikamekw), Nehlueun (Tây Montagnais, phương ngữ Piyekwâkamî), Ilnu-Aimûn (Tây Montagnais, phương ngữ Betsiamites), Innu-Aimûn (đông Montagnais), Iyiniu-Ayamiwin (Đông Cree miền Nam), Iyiyiu-Ayamiwin (Đông Cree miền Bắc), Ililîmowin (Moose Cree), Inilîmowin (Cree đầm lầy miền Đông), và Nēhinawēwin (Cree đầm lầy miền Tây).